# 本庄町 (宮崎県)
本庄町（ほんじょうちょう）は、宮崎県東諸県郡にあった町。現在の東諸県郡国富町の一部にあたる。

## 地理
宮崎平野の中央部、大淀川水系の本庄川の下流域に位置していた。

## 歴史
- 1889年（明治22年）5月1日、町村制の施行により、東諸県郡南本庄村、北本庄村、六日町、十日町、須志田村、森永村、竹田村、向高村、田尻村、嵐田村、宮王丸村が合併して村制施行し、本庄村が発足[1][2]。南本庄村・北本庄村・六日町・十日町は大字本庄に、他は旧村名を継承した須志田、森永、竹田、向高、田尻、嵐田、宮王丸の7大字に、合わせて8大字を編成した[1]。
- 1919年（大正8年）3月1日、町制施行し本庄町となる。
- 1956年（昭和31年）9月30日、東諸県郡八代村と合併し、国富町を新設して廃止された[1][2]。合併後、国富町大字本庄・須志田・森永・竹田・向高・田尻・嵐田・宮王丸となる。

### 地名の由来
中世に荘園経営の中心地を「本所」と称したことにちなむ。

## 産業
- 農業[1]

## 教育
- 本庄尋常小学校[1]（現国富町立本庄小学校）
- 森永尋常小学校[1]（現国富町立森永小学校）
- 東諸県郡立農学校[1]（現宮崎県立本庄高等学校）

## 名所・旧跡
- 本庄古墳群（国指定史跡）[1]
- 萬福寺 - 木造阿弥陀如来・両脇侍像（国重要文化財）[1]